# Клебер Гедес да Ліма
Клебер Гедес да Ліма (порт.-браз. Cléber Guedes de Lima; нар. 29 квітня 1974, Бразиліа, Бразилія) — бразильський футболіст, захисник. Працює тренером однієї з юнацьких команд у бразильському клубі «Реал Бразиліа».
Футбольну кар'єру розпочав у бразильському клубі «Португеза Деспортос». Потім грав в «Інтернасьйоналі Лімейра», де його картку гравця викупив спонсор, який вирішував, у яких клубах йому грати. Спочатку приєднався до клубу «XV листопада» (Пірасікаба), з яким виграв бразильську Серію C. Перебував в оренді в «Крузейро», з яким виграв Кубок Лібертадорес. Грав також за «Гуарані», «Уніау Барбаренсі» та «Гаму». У 2000 році потрапив до португальського клубу «Белененсеш». Рік по тому його придбала «Віторія» (Гімарайнш), де грав 5 років та був капітаном команди. Потім перебрався до краківської «Вісли», з якою двічі став чемпіоном Польщі в сезонах 2007/08 та 2008/09 років. У 2009 році проданий в «Терек» (Грозний). Менш ніж через рік повернувся до «Вісли», де наприкінці 2010 року завершив кар’єру професіонального футболіста. У сезоні 2010/11 років Клебер втретє в кар'єрі виграв чемпіонат Екстракласи з «Віслою». У 2014 році відновив футбольну кар'єру в клубі «Гарбаржі» (Зембжице), який виступав у 4-й лізі групи Малопольща (західна зона). Також працював скаутом познанського «Леха».

## Клубна кар'єра

### Бразильські клуби
Перший професіональний контракт підписав 1993 року з «Португезою Деспортос». У бразильській Серії А дебютував 4 вересня 1993 року у поєдинку проти «Крісіуми». Рік по тому перейшов до клубу «Інтернасьйонал Лімейра», згодом його картку гравця викупив спонсор, авіакомпанія TAM, яка відправила його до клубу «XV листопада» (Пірасікаба). У грудні 1995 року виграв з вище вказаним клубом змагання бразильської Серії C. Потім відданий в річну оренду до «Крузейро». У 1997 році виграв з вище вказаним клубом Кубок Лібертадорес. На період національних змагань повернувся до клубу «XV листопада» (Пірасікаба), який на той час грав у Серії B. 1998 рік провів у «Гуарані», за який виступав у Серії A1 Ліги Паулісти та національній Серії A. У 1999 році грав у Серії А1 Ліги Пауліста в кольорах клубу «Уніау Барбаренсі». Клебер зіграв у вище вказаному клубі в 12 матчах вищої ліги штату Сан-Паулу. Однак на час внутрішніх матчів приєднався до клубу «Гама», який на той час грав у Серії А. У 2000 році знову зіграв за «Уніао Барбаренсе» в чемпіонаті Серії А1 Ліги Паулісти, де відзначився одним голом за свою команду.

### «Белененсеш» та «Віторія» (Гімарайнш)
На початку сезону 2000/01 років приєднався до клубу португальської Прімейра-Ліги «Белененсеш». Дебютував у чемпіонаті Португалії 27 серпня 2000 року проти «Порту». Після року виступів у «Белененсеш» гравець перейшов до «Віторії» (Гімарайнш), який викупив його змагальну картку в авіакомпанії TAM. У «Віторії» Клебер провів 5 років, виступаючи в португальській Суперлізі. Першим голом у чемпіонаті Португалії відзначився 20 серпня 2001 року в поєдинку проти «Фаренсе». Цей гол виявився єдиним у матчі та забезпечив «Віторію» перемогу. 15 вересня 2005 року відзначився голом у матчі першого раунду Кубку УЄФА проти «Вісли» (Краків). У «Віторії» (Гімарайнш) виконував функцію капітана команди.

### «Вісла» (Краків)
11 червня 2006 року Клебер приєднався до «Вісли» (Краків). З краківським клубом підписав дворічний контракт. У польській Екстраклясі дебютував 29 липня 2006 року в матчі проти «Гурника» (Забже). На 22-й хвилині вище вказаного матчу відзначився дебютним голом за краківську «Віслу» в першості. У 2006 році визнаний найкращим іноземцем чемпіонату в голосуванні, в якому брали участь лише тренери клубів Екстракляси. Редакція тижневика «Футбол» у своєму щорічному плебісциті відзначила гравця, обравши його серед «одинадцяти іноземців помаранчевої Екстракласи» за 2006 рік. Клебер також отримав футбольний «Оскар» за 2006 рік у категорії: «Найкращий іноземець Оранж Екстракляси» в опитуванні Canal Plus. 9 листопада 2007 року гравець продовжив контракт із краківською «Віслою» до червня 2010 року. У сезоні 2007/08 років був одним з провідних гравців «Білої зірки» і виграв з нею чемпіонат Польщі. 6 серпня 2008 року відзначився своїм першим голом за «Віслу» в єврокубках, вразивши ворота у матчі-відповіді другого кваліфікаційного раунду Ліги чемпіонів з «Бейтаром». 26 серпня 2008 року відзначився переможним голом за краківську «Віслу» в матчі проти «Барселони», що проходив у рамках третього кваліфікаційного раунду Ліги чемпіонів.

### «Терек» (Грозний)
3 березня 2009 року підписав контракт із клубом зі столиці Чечні — «Терек» (Грозний), який виступав у російській Прем'єр-лізі. Суму трансферу клуби не розголошували. У своєму дебютному матчі в чемпіонаті за терекський клуб, проти «Спартака» (Нальчик), відзначився голом. У сезоні 2009 року зіграв у 18 матчах російської Прем'єр-ліги. Гравець часто страждав від травм протягом сезону і сам попросив клуб розірвати контракт. Після закінчення сезону Клебер розірвав контракт з Тереком за згодою сторін.

### Повернення до «Вісли» (Краків)

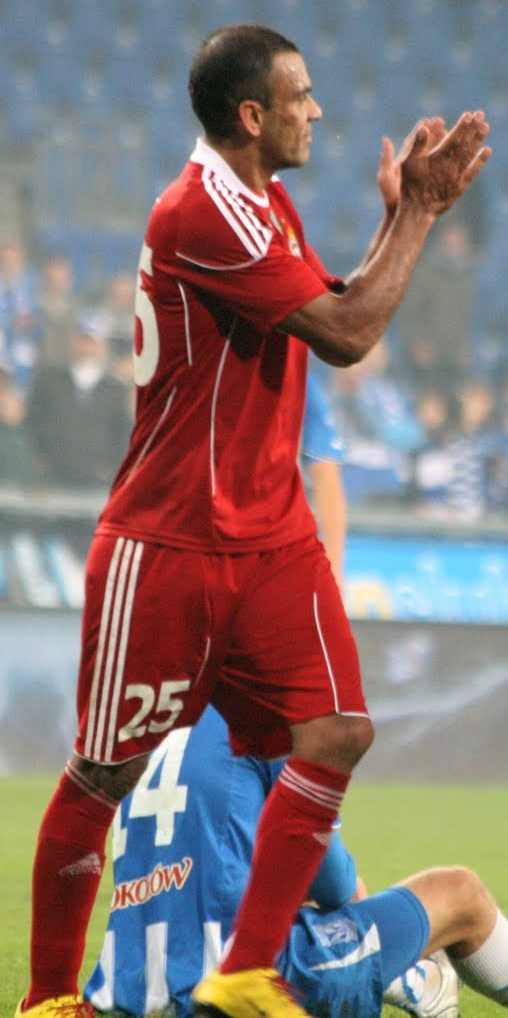
Клебер у своєму прощальному матчі в професіональній кар'єрі

Після розірвання контракту з Тереком бразилець вирішив повернутися до краківської «Вісли». Підписав з клубом однорічний контракт, який набув чинності 1 січня 2010 року. 31 жовтня наприкінці матчу з познанським «Лехом» Жоель Чибамба врізався в Клебера, заваливши бразильця на поле. Як наслідок Клебер отримав серйозну травму спини, і його довелося вивезти з поля на машині швидкої допомоги. Травма виявилася настільки серйозною, що гравець був змушений достроково завершити футбольну кар'єру. У сезоні 2010/11 років Клебер втретє в кар'єрі виграв чемпіонат Екстракласи з «Віслою».
Після завершення футбольної кар'єри залишився у краківській «Віслі» і почав працювати скаутом, з якої пішов у відставку в червні 2011 року.

## Статистика виступів

### Клубна
| Сезон     | Клуб                  | Ліга          | К-ть м'ячів | К-ть голів |
| --------- | --------------------- | ------------- | ----------- | ---------- |
| 1993      | «Португеза Деспортос» | Серія A       | 2           | 0          |
| 1998      | «Гуарані»             | Серія A       | 6           | 0          |
| 1999      | «Гама»                | Серія A       | 6           | 0          |
| 2000/2001 | «Белененсеш»          | Прімейра-Ліга | 28          | 0          |
| 2001/2002 | «Віторія» (Гімарайнш) | Прімейра-Ліга | 32          | 3          |
| 2002/2003 | «Віторія» (Гімарайнш) | Прімейра-Ліга | 30          | 2          |
| 2003/2004 | «Віторія» (Гімарайнш) | Прімейра-Ліга | 21          | 0          |
| 2004/2005 | «Віторія» (Гімарайнш) | Прімейра-Ліга | 27          | 2          |
| 2005/2006 | «Віторія» (Гімарайнш) | Прімейра-Ліга | 27          | 2          |
| 2006/2007 | «Вісла» (Краків)      | Екстракляса   | 25          | 6          |
| 2007/2008 | «Вісла» (Краків)      | Екстракляса   | 26          | 4          |
| 2008/2009 | «Вісла» (Краків)      | Екстракляса   | 14          | 0          |
| 2009      | «Терек» (Грозний)     | Прем'єр-ліга  | 18          | 1          |
| 2009/2010 | «Вісла» (Краків)      | Екстракляса   | 0           | 0          |
| 2010/2011 | «Вісла» (Краків)      | Екстракляса   | 8           | 0          |

## Досягнення
«XV листопада» (Пірасікаба)
- Серія C
  -  Чемпіон (1): 1995

«Крузейро»
- Кубок Лібертадорес
  -  Володар (1): 1997

«Вісла» (Краків)
- Екстракляса
  -  Чемпіон (3): 2007/08, 2008/09, 2010/11

Індивідуальні
- Футбольний Оскар «Найкращий іноземець Екстракласи» (1): 2006